# One the Woman
One the Woman (Hangul: 원 더 우먼; RR: Won Deo Umeon) es una serie de televisión surcoreana transmitida del 17 de septiembre de 2021 al 6 de noviembre de 2021 a través de SBS.

## Sinopsis
La serie trata sobre encontrar el recuerdo de una fiscal corrupta, que por pérdida de memoria accidentalmente cambia su vida con la de la nuera de un conglomerado que se parece mucho a ella.
Jo Yeon-joo, es un fiscal con carácter que se ve involucrada en un accidente automovilístico. Cuando despierta del coma, su vida cambia completamente cuando se da cuenta de que esta ha sido intercambiada por la de Kang Mi-na, la hija menor de un chaebol y nuera del Grupo BK, que también se parece a ella.
Por otro lado, Han Seung-wook es un atractivo chaebol, que todavía aprecia a su primer amor. Luego de irse de Corea al sentir el salvajismo de una lucha por la herencia, decide regresar para descubrir la verdad detrás de la sórdida muerte de su padre. Poco después cuando se reencuentra con su primer amor por casualidad, no quiere volver a perderla.

## Reparto

### Personajes principales
| Actor                                | Personaje                | N.º de episodios | Notas |
| ------------------------------------ | ------------------------ | ---------------- | --- |
| Lee Ha-nee Kim Do-yeon Lee Yoo-young | Kang Mi-na / Jo Yeon-joo | 16 -             | Kang Mi-na: es la hija menor del presidente del conglomerado Yumin Group y nuera de Han Young-sik. Jo Yeon-joo: es una fiscal graduada de la Universidad de Derecho de Seúl y la hija única del líder de la facción Nammun, Seopyeong. Mientras persigue a un sospechoso, se ve envuelta en un misterioso accidente automovilístico que cambia su vida. |
| Lee Sang-yoon Kim Young-hoon         | Han Seung-wook           | 16 -             | Es un chaebol de tercera generación que aprecia la inocencia de su primer amor. |
| Lee Won-keun                         | Ahn Yoo-jun              | -                | Es un fiscal de la oficina del distrito de Seopyeong, así como un compañero de clase de Jo Yeon-joo en el Instituto de Investigación y Capacitación Judicial. |
| Jin Seo-yeon                         | Han Seong-hye            | -                | Es la hija mayor de Han Young-sik y cuñada de Kang Mi-na. Fue expulsada de la sucesión del Grupo Hanju simplemente por ser mujer. |

### Personajes secundarios

#### Familia Han
| Actor          | Personaje      | N.º de episodios | Notas |
| -------------- | -------------- | ---------------- | --- |
| Jeon Gook-hwan | Han Young-sik  | -                | Es el presidente del Grupo Hanju (un conglomerado líder en Corea), luchó contra su hermano por la sucesión durante más de diez años, pero su muerte lo cambió todo. Era conocido como el presidente del "clan de la lealtad" debido a su personalidad furiosa, pero en realidad hace todo con excesiva codicia para lograr su comodidad y deseos con excesiva codicia. |
| Na Young-hee   | Seo Young-won  | -                | Es la directa suegra de Kang Mi-na, una mujer caprichosa y con una ira que viene y va varias veces al día |
| Song Won-seok  | Han Seong-woon | -                | Es el segundo hijo del Grupo Hanju y el esposo de casado con Kang Mi-na. Es el heredero de su familia, así como un hombre ambicioso que está en un matrimonio sin amor con Mi-na. |
| Song Seung-ha  | Han Sung-mi    | -                | Es la hija menor del grupo Hanju. Es una persona muy consciente de su posición como la hija menor de un chaebol y la usa a su favor. |
| Jo Yeon-hee    | Heo Jae-hee    | -                | Es la nuera mayor del grupo Hanju, vive en la casa sin esposo y le encanta enfatizar que su hijo menor, Han Sun-woo, es el nieto mayor de la casa. |
| Shin Seo-woo   | Han Sun-woo    | -                | Es el preciado hijo de Heo Jae-hee. |

#### Personas cercanas a Yeon-joo
| Actor       | Personaje      | N.º de episodios | Notas |
| ----------- | -------------- | ---------------- | --- |
| Kim Won-hae | Ryu Seung-deok | -                | Es un fiscal mayor y tercer fiscal adjunto de la Fiscalía del Distrito Central de Seúl, así como la persona que llevó a Jo Yeon-joo a un caso de corrupción. Él es el núcleo del poder actual y es una persona que solo se enfoca en su carrera.                                                                                              |
| Jung In-gi  | Kang Myung-guk | -                | Es el padre de Jo Yeon-joo. Después de ser liberado de la prisión, trabajó como guardia de seguridad de la fábrica, donde fue acusado de incendio provocado y asesinato, por lo que está cumpliendo otra condena. A sabiendas de que su hija ha cortado toda su relación con él, prefiere no aparecer frente a ella.                          |
| Lee Gyu-bok | Wang Pil-gyu   | -                | Es una persona de corazón blando, quien dirige el restaurante de sushi "Seopyeong Nammun" junto a Dae-chi. A pedido de Jo Yeon-joo, se ofreció como voluntario para ayudar a las víctimas en represalias privadas contra los perpetradores que fueron liberados después de recibir dinero. Actúa como si fuera el personaje de Hong Gil-dong. |
| Jo Dal-hwan | Choi Dae-chi   | -                | Es la mano derecha de Wang Pil-gyu, con quien dirige un restaurante de sushi. Es un exgánster y tiene bunas habilidades en la toma de decisiones que lo ayudan a juzgar y resolver ciertas situaciones con facilidad. |

#### Miembros del Grupo Hanju
| Actor         | Personaje      | N.º de episodios | Notas |
| ------------- | -------------- | ---------------- | --- |
| Kim Chang-wan | Noh Hak-tae    | -                | Es el Jefe del equipo legal del Grupo Hanju. Fue un asistente cercano del padre de Han Seung-wook y gracias a su apoyo estudió y aprobó el examen de abogacía. Dejó su vida como fiscal y se unió a Hanju Group como abogado. Es una figura paterna para Seung-wook y hace todo lo posible para ayudarlo.                                     |
| Ye Soo-jung   | Kim Kyung-shin | -                | Es la ama de llaves de la casa del presidente del grupo Hanju. Es una mujer rica y misteriosa, que tiene mucha más autoridad de lo que la mayoría de la gente piensa. Tiene el título de directora honoraria del Grupo Hanju después de tratar con éxito la demencia de la esposa del anterior presidente. Tiene el apodo de "Directora Kim". |
| Kim Bong-man  | Jeong Do-woo   | -                | Es el guardaespaldas y asistente de Han Seong-hye, un veterano de judo y kendo del Ejército Nacional Permanente de Taekwondo. Está en conflicto con Kang Mi-na. Tenía sentimientos complejos hacia Seong-hye, como lealtad, simpatía y afecto.                                                                                                |

### Otros personajes
| Actor           | Personaje    | N.º de episodios | Notas |
| --------------- | ------------ | ---------------- | --- |
| Kim Jae-young   | Lee Bong-sik | -                | Es la última persona a la que Jo Yeon-joo sigue antes de perder la memoria. Es un estafador natural que clasifica a las personas en aquellas que ya han sido engañados y aquellos que deberían ser defraudados en el futuro.                                                             |
| Hwang Young-hee | Kang Eun-hwa | -                | Es la tía de Kang Mi-na y presidenta de la Fundación del Grupo Yumin. Debido a la muerte de su hermano menor, el presidente Kang, luchó por los derechos de gestión del Grupo Yumin contra Mi-na, la única heredera.                                                                     |
| Park Jeong-hwa  | Park So-yi   | -                | Es una locutora representante de la empresa de radiodifusión que conduce las noticias de las 9 en punto, así como la antigua novia de Han Seong-woon, con quien tuvo un pasado trágico cuando él la abandonó luego de casarse con Kang Mi-na, la hija de una importante familia chaebol. |

### Apariciones especiales
| Actor           | Personaje | Episodio(s) donde apareció | Notas                                |
| --------------- | --------- | -------------------------- | ------------------------------------ |
| Kim Nam-gil     | Chanjo    | 1                          | Es un sacerdote que dirige el cielo. |
| Jin Seon-kyu    | -         | 1                          | Es un repartidor de pollo.           |
| Sung Byung-sook | -         | 1                          | Es la abuela de Jo Yeon-joo.         |

## Episodios
La serie está conformada por dieciséis episodios, los cuales fueron emitidos todos los viernes y sábados a las 22:00pm (KST).

### Ratings
Los números en color rojo indican las calificaciones más bajas, mientras que los números en azul indican las calificaciones más altas.
| Episodios | Fecha de emisión         | Participación promedio de audiencia | Participación promedio de audiencia | Participación promedio de audiencia |
| Episodios | Fecha de emisión         | Nielsen Korea                       | Nielsen Korea                       | TNmS                                |
| Episodios | Fecha de emisión         | Nacional                            | Seúl                                | Nacional                            |
| --------- | ------------------------ | ----------------------------------- | ----------------------------------- | ----------------------------------- |
| 1         | 17 de septiembre de 2021 | 8.2% (5.ª)                          | 9.0% (4.ª)                          | 8.1% (5.ª)                          |
| 2         | 18 de septiembre de 2021 | 7.1% (7.ª)                          | 8.0% (5.ª)                          | 7.0% (6.ª)                          |
| 3         | 24 de septiembre de 2021 | 12.7% (3.ª)                         | 13.2% (3.ª)                         | 10.6% (3.ª)                         |
| 4         | 25 de septiembre de 2021 | 12.6% (2.ª)                         | 12.7% (2.ª)                         | 10.8% (2.ª)                         |
| 5         | 1 de octubre de 2021     | 13.4% (3.ª)                         | 14.6% (4.ª)                         | 11.2% (3.ª)                         |
| 6         | 2 de octubre de 2021     | 13.0% (2.ª)                         | 13.1% (2.ª)                         | 10.8% (2.ª)                         |
| 7         | 8 de octubre de 2021     | 15.0% (2.ª)                         | 15.7% (1.ª)                         | 12.5% (2.ª)                         |
| 8         | 9 de octubre de 2021     | 13.5% (2.ª)                         | 13.9% (2.ª)                         | 11.5% (2.ª)                         |
| 9         | 15 de octubre de 2021    | 14.0% (2.ª)                         | 15.1% (1.ª)                         | 11.2% (3.ª)                         |
| 10        | 16 de octubre de 2021    | 13.3% (2.ª)                         | 14.1% (2.ª)                         | 11.2% (2.ª)                         |
| 11        | 22 de octubre de 2021    | 14.0% (2.ª)                         | 14.5% (1.ª)                         | 11.6% (3.ª)                         |
| 12        | 23 de octubre de 2021    | 12.5% (2.ª)                         | 13.4% (2.ª)                         | 10.1% (2.ª)                         |
| 13        | 29 de octubre de 2021    | 16.0% (2.ª)                         | 16.9% (1.ª)                         | 13.2% (3.ª)                         |
| 14        | 30 de octubre de 2021    | 16.9% (2.ª)                         | 17.7% (2.ª)                         | 13.8% (2.ª)                         |
| 15        | 5 de noviembre de 2021   | 16.7% (1.ª)                         | 17.2% (1.ª)                         | 13.5% (2.ª)                         |
| 16        | 6 de noviembre de 2021   | [ 51 ]                              |                                     |                                     |
| Promedio  | Promedio                 | %                                   | %                                   | %                                   |

## Música
El OST de la serie está conformado por las siguientes canciones:

### Parte 1
| N.º | Intérprete | Canción                                          | Letra         | Música        | Duración |
| --- | ---------- | ------------------------------------------------ | ------------- | ------------- | -------- |
| 1   | Soulman    | "Ride A Bike By Guitar" (기타로 오토바이를 타자) | Kim Chang-wan | Kim Chang-wan | 3:39     |
| 2   |            | "Ride A Bike By Guitar" (Inst.)                  | -             | Kim Chang-wan | 3:44     |

### Parte 2
| N.º | Intérprete              | Canción                       | Letra         | Música        | Duración |
| --- | ----------------------- | ----------------------------- | ------------- | ------------- | -------- |
| 1   | Jungyup (Ahn Jung-yeop) | "Let Me Hug You" (안아줄게요) | Geuneu y Dike | Geuneu y Dike | 3:23     |
| 2   |                         | "Let Me Hug You" (Inst.)      | -             | Kim Chang-wan | 3:23     |

### Parte 3
| N.º | Intérprete | Canción           | Letra  | Música          | Duración |
| --- | ---------- | ----------------- | ------ | --------------- | -------- |
| 1   | Chungha    | "Someday"         | CHIMMI | CHIMMI y Atomic | 3:22     |
| 2   |            | "Someday" (Inst.) | -      | CHIMMI y Atomic | 3:22     |

### Parte 4
| N.º | Intérprete | Canción           | Letra | Música | Duración |
| --- | ---------- | ----------------- | ----- | ------ | -------- |
| 1   | Minsu      | "Tell Me"         | RGBY  | RGBY   | 3:37     |
| 2   |            | "Tell Me" (Inst.) | -     | RGBY   | 3:38     |

### Parte 5
| N.º | Intérprete   | Canción                     | Letra      | Música                                                       | Duración |
| --- | ------------ | --------------------------- | ---------- | ------------------------------------------------------------ | -------- |
| 1   | Jo Jang-hyuk | "Still In My Heart"         | Son Ga-eul | Lee Tae-hoon, Park Sang-hoon, Lee Ki-hyun (de ELDORADO) y bK | 3:17     |
| 2   |              | "Still In My Heart" (Inst.) | -          | Lee Tae-hoon, Park Sang-hoon, Lee Ki-hyun (de ELDORADO) y bK | 3:17     |

## Premios y nominaciones
| Año  | Categoría                                                          | Premio               | Nominado(a)                | Resultado |
| ---- | ------------------------------------------------------------------ | -------------------- | -------------------------- | --------- |
| 2021 | Grand Prize (Daesang)                                              | 2021 SBS Drama Award | Lee Ha-nee                 | Nominada  |
| 2021 | Top Excellence Award, Actor in a Miniseries Romance/Comedy Drama   | 2021 SBS Drama Award | Lee Sang-yoon              | Ganó      |
| 2021 | Top Excellence Award, Actress in a Miniseries Romance/Comedy Drama | 2021 SBS Drama Award | Lee Ha-nee                 | Ganó      |
| 2021 | Excellence Award, Actor in a Miniseries Romance/Comedy Drama       | 2021 SBS Drama Award | Lee Won-keun               | Nominado  |
| 2021 | Excellence Award, Actress in a Miniseries Romance/Comedy Drama     | 2021 SBS Drama Award | Jin Seo-yeon               | Ganó      |
| 2021 | Best Supporting Actress in a Miniseries Genre/Fantasy Drama        | 2021 SBS Drama Award | Song Won-seok              | Ganó      |
| 2021 | Best Supporting Actor in a Miniseries Romance/Comedy Drama         | 2021 SBS Drama Award | Kim Won-hae                | Nominado  |
| 2021 | Best Supporting Actress in a Miniseries Romance/Comedy Drama       | 2021 SBS Drama Award | Na Young-hee               | Nominada  |
| 2021 | Best Supporting Actress in a Miniseries Romance/Comedy Drama       | 2021 SBS Drama Award | Ye Soo-jung                | Nominada  |
| 2021 | Best Couple Award                                                  | 2021 SBS Drama Award | Lee Sang-yoon y Lee Ha-nee | Nominados |
| 2021 | Scene Stealer Award                                                | 2021 SBS Drama Award | Hwang Young-hee            | Nominada  |
| 2021 | Best Character Award, Actor                                        | 2021 SBS Drama Award | Kim Chang-wan              | Nominado  |
| 2021 | Best Supporting Team                                               | 2021 SBS Drama Award | One the Woman              | Nominados |

## Producción
La serie fue creada por StudioS (de la SBS) y Wavve (inversión en producción).
La dirección está a cargo de Choi Yeong-hoon, quien contó en el guion con Kim Yoon. Mientras que la producción fue realizada por Han Jeong-han, Park Min-yeop y Park Seon-ah, quienes tuvieron el apoyo de los productores ejecutivos Hong Seung-chang y Jo Young-hoon (CP).
Originalmente se le había ofrecido el papel principal femenino a la actriz Kim Ah-jung, sin embargo luego de rechazarlo, fue reemplazada por la actriz Lee Ha-nee.
La primera lectura de guion fue realizada en mayo de 2021 y las fotos del sitio de lectura del guion fueron publicadas el 4 de agosto del miso año. La conferencia de prensa en línea fue realizada el 15 de septiembre del mismo año.
La serie también contó con el apoyo de las compañías de producción StudioS (de la SBS) y Gil Pictures.

### Recepción
El 23 de septiembre de 2021, Good Data Corporation compartió su nueva clasificación de los dramas y miembros del elenco que generaron más revuelo durante la semana. Las listas se compilaron a partir del análisis de artículos de noticias, publicaciones de blogs, comunidades en línea, videos y publicaciones en redes sociales sobre los dramas que están actualmente al aire o que saldrán al aire próximamente. La serie obtuvo el puesto número 6 en la lista de dramas, más comentados de la semana, mientras que la actriz Lee Ha-nee ocupó el puesto 5 dentro de los diez miembros del elenco más comentados de la semana.
El 29 de septiembre del mismo año, Good Data Corporation compartió su nueva clasificación de los dramas y miembros del elenco que generaron más revuelo durante la semana. Las listas se compilaron a partir del análisis de artículos de noticias, publicaciones de blogs, comunidades en línea, videos y publicaciones en redes sociales sobre los dramas que están actualmente al aire o que saldrán al aire próximamente. La serie obtuvo el puesto número 2 en la lista de dramas, más comentados de la semana. Mientras que los actores Lee Ha-nee y Lee Sang-yoon ocuparon los puestos 3 y 10 respectivamente dentro de la lista de los mejores actores de drama que generaron más expectación en esa semana.
El 5 de octubre de 2021, Good Data Corporation compartió su nueva clasificación de los dramas y miembros del elenco que generaron más revuelo durante la semana. Las listas se compilaron a partir del análisis de artículos de noticias, publicaciones de blogs, comunidades en línea, videos y publicaciones en redes sociales sobre los dramas que están actualmente al aire o que saldrán al aire próximamente. La serie obtuvo el puesto número 2 en la lista de dramas, más comentados de la semana. Mientras que los actores Lee Ha-nee y Lee Sang-yoon ocuparon los puestos 1 y 10 respectivamente dentro de los diez miembros del elenco más comentados de la semana.
El 16 de octubre del mismo año, Good Data Corporation compartió su nueva clasificación de los dramas y miembros del elenco que generaron más revuelo durante la semana. Las listas se compilaron a partir del análisis de artículos de noticias, publicaciones de blogs, comunidades en línea, videos y publicaciones en redes sociales sobre los dramas que están actualmente al aire o que saldrán al aire próximamente. La serie obtuvo el puesto número 3 en la lista de dramas, más comentados de la semana. Mientras que los actores Lee Ha-nee y Lee Sang-yoon ocuparon los puestos 2 y 8 respectivamente dentro de la lista de los mejores actores de drama que generaron más expectación en esa semana.
El 23 de octubre del mismo año, Good Data Corporation compartió su nueva clasificación de los dramas y miembros del elenco que generaron más revuelo durante la semana. Las listas se compilaron a partir del análisis de artículos de noticias, publicaciones de blogs, comunidades en línea, videos y publicaciones en redes sociales sobre los dramas que están actualmente al aire o que saldrán al aire próximamente. La serie obtuvo el puesto número 4 en la lista de dramas, más comentados de la semana. Mientras que los actores Lee Ha-nee y Lee Sang-yoon ocuparon los puestos 2 y 5 respectivamente dentro de la lista de los mejores actores de drama que generaron más expectación en esa semana.
El 30 de octubre de 2021, Good Data Corporation compartió su nueva clasificación de los dramas y miembros del elenco que generaron más revuelo durante la semana. Las listas se compilaron a partir del análisis de artículos de noticias, publicaciones de blogs, comunidades en línea, videos y publicaciones en redes sociales sobre los dramas que están actualmente al aire o que saldrán al aire próximamente. La serie obtuvo el puesto número 5 en la lista de dramas, más comentados de la semana. Mientras que la actriz Lee Ha-nee ocupó el puesto número 1 dentro de los diez miembros del elenco más comentados de la semana.
El 2 de noviembre de 2021, Good Data Corporation compartió su nueva clasificación de los dramas y miembros del elenco que generaron más revuelo durante la semana. Las listas se compilaron a partir del análisis de artículos de noticias, publicaciones de blogs, comunidades en línea, videos y publicaciones en redes sociales sobre los dramas que están actualmente al aire o que saldrán al aire próximamente. La serie obtuvo el puesto número 4 en la lista de dramas, más comentados de la semana. Mientras que la actriz Lee Ha-nee ocupó el puesto número 4 dentro de los diez miembros del elenco más comentados de la semana.